# Шем Хамфорас и происхождение Христа
«Шем Хамфорас и происхождение Христа» (нем. Vom Schem Hamphoras und vom Geschlecht Christi) — антииудейский памфлет Мартина Лютера, опубликованный в 1543 году. В предисловии Лютер обращается к немцам и предостерегает их от попыток религиозных бесед с иудеями, поскольку те непоколебимы в своей вере, «их сердца тверды как дерево, как камень, как железо», однако источник этой твёрдости не от Бога, а от дьявола. Бог к ним посылал пророков и самого Христа, однако они оказались непреклонны в своей богоборческой позиции. Посему 1500 лет они терпят лишения. Лютер называет их «детьми дьявола», поскольку они самого Христа назвали Веельзевулом (Лк. 11:15). Сына Божьего отвергли и присягнули лжемессии бар-Кохбе. Особенную критику Лютера вызывает «происхождение Христа», изложенное в иудейском трактате Толедот Йешу.
Вынесенный в название книги термин Шемхамфораш означает в иудаизме тайное имя Бога. Лютер критикует это положение, поскольку еврейская Библия сообщает много имён Бога: Адонай, Саваоф, Элохим и пр. Но дьявол и иудеи выдумывают тайное имя, которое превращается в идола.
Известно, что швейцарские реформаты были удивлены резкостью высказываний Лютера по отношению к иудеям.